# Jean Legrez

Erzbischofswappen

Jean-Marie-Henri Legrez OP (* 29. Mai 1948 in Paris) ist ein französischer Ordensgeistlicher und emeritierter römisch-katholischer Erzbischof von Albi.

## Leben
Legrez studierte zunächst an der Universität Nanterre, später Philosophie an der Universität Straßburg. In den Konventen der Dominikaner in Paris und Toulouse studierte er Theologie und legte 1968 die Profess ab. Jean Legrez empfing am 27. Juni 1976 das Sakrament der Priesterweihe und war zunächst in der Umgebung von Toulouse Vikar, später in Aix-en-Provence und Avignon. Im Jahre 1983 wurde er Prior des Dominikanerkonvents von Lyon und betreute die Pfarrei Saint-Nizier. 1996 wurde er in den Konvent von Saint-Lazare in Marseille aufgenommen, wo er von 1997 bis 2001 Stellvertreter des Priors und von 2001 bis 2005 Prior war.
Papst Benedikt XVI. ernannte ihn am 22. August 2005 zum Bischof von Saint-Claude. Der Erzbischof von Besançon, André Lacrampe IdP, spendete ihm am 23. Oktober desselben Jahres die Bischofsweihe. Mitkonsekratoren waren der Erzbischof von Sens, Yves Patenôtre, und der Bischof von Thiès, Jacques Sarr. Als Wahlspruch wählte er Gaudium de veritate (deutsch: Die Freude der Wahrheit). In der französischen Bischofskonferenz war er seit 2007 Mitglied der Kommission für die Liturgie.
Am 2. Februar 2011 ernannte ihn Papst Benedikt XVI. zum Erzbischof von Albi. Die Amtseinführung fand am 3. April desselben Jahres statt. Am 1. Juni 2022 berief ihn Papst Franziskus zudem zum Mitglied der Kongregation für den Gottesdienst und die Sakramentenordnung.
Papst Franziskus nahm am 18. August 2023 das von Jean Legrez aus Altersgründen vorgebrachte Rücktrittsgesuch an.